# Associação Desportiva de Marco de Canaveses 09
A Associação Desportiva de Marco de Canaveses 09 é um clube português, com sede em Marco de Canaveses, no distrito do Porto, fundado em 6 de março de 2009, sucessor do FC Marco, apesar de não ser proprietário do recinto, joga futebol sénior no Estádio Municipal do Marco de Canaveses, com capacidade para 6 000 adeptos sentados.

## História
Surgiu em 6 de março de 2009, quando um grupo de adeptos e personalidades ligadas ao extinto Futebol Clube do Marco decidiram colmatar essa perda, fundando a AD Marco 09. O objetivo inicial foi formar um plantel sénior só com jogadores formados "em casa", no clube antecessor ou no concelho. 
No entanto, a sua história recente já tem alguns problemas, e o futebol sénior acabou por ser extinto em 2014 sem nunca ter passado dos escalões distritais. A equipa sénior voltou a ser criada na época de 2015/16 tendo conseguido a subida à 1ª Divisão Distrital da Associação de Futebol do Porto na época de 2016/17.
Na temporada de 2017/18 o Marco sagrou-se campeão da Série 2 da 1ª Divisão da AF Porto a 15 de abril de 2018, com três jornada ainda por disputar.
Em 2018/19 o Marco estreou-se na Divisão de Honra da AF Porto, sagrando-se campeão de série novamente com três jornadas ainda por disputar. No apuramento de campeão da divisão, que juntou os dois primeiros classificados de cada uma das séries, o Marco terminou no terceiro lugar, atrás do Nogueirense e do Pedroso. 
Na temporada 2019/20 o Marco faz a sua estreia na Divisão de Elite, o principal escalão da Associação de Futebol do Porto.
Na época 2022/23, orientado por Bock, a equipa marcoense conseguiu voltar ao escalões nacionais subindo ao Campeonato de Portugal (liga) ficando em 1º na fase de subida, à frente de Oliveira do Douro, Aliados Lordelo e Coimbrões. Está subida estará para sempre marcada como o Regresso aos grandes.
Em 2023/24, na primeira época no Campeonato de Portugal, o Marco foi eliminado na 3º ronda da Taça de Portugal pelo Atlético Malveira. Ficou também em 4º classificado no Campeonato de Portugal.
Em 2024, os sócios do clube aprovaram o regresso da designação e emblema original do FC Marco, refundando assim o antigo clube. A direção pretende tornar a mudança efetiva a partir da época 2025/26. Nesse ano também conseguiu o acesso ao play-off de subida para a Liga 3, mas ficou pelo caminho. 
Em 2025, após a descida admistrativa do Boavista FC, Marco 09 subiu pela secretaria à Liga 3.

## Plantel(2024/25)
Atualizado em 12 de julho de 2025

## Dados e Estatísticas

### Estatísticas por Competição
Atualizado a 7 de junho de 2025
| Estatísticas por Competição | Estatísticas por Competição | Estatísticas por Competição | Estatísticas por Competição | Estatísticas por Competição | Estatísticas por Competição | Estatísticas por Competição | Estatísticas por Competição | Estatísticas por Competição |
| Competição                  | Competição                  | Participações               | Partidas                    | Vitórias                    | Empates                     | Derrotas                    | Golos Marcados              | Golos Sofridos              |
| --------------------------- | --------------------------- | --------------------------- | --------------------------- | --------------------------- | --------------------------- | --------------------------- | --------------------------- | --------------------------- |
|                             | Liga 3                      | 1                           | 0                           | 0                           | 0                           | 0                           | 0                           | 0                           |
|                             | Campeonato de Portugal      | 2                           | 58                          | 28                          | 16                          | 14                          | 70                          | 45                          |
|                             | Divisão de Elite AF Porto   | 4                           | 112                         | 63                          | 23                          | 26                          | 218                         | 137                         |
|                             | Divisão de Honra AF Porto   | 1                           | 36                          | 23                          | 5                           | 8                           | 70                          | 39                          |
|                             | 1ª Divisão AF Porto         | 5                           | 162                         | 82                          | 38                          | 42                          | 284                         | 172                         |
|                             | 2ª Divisão AF Porto         | 3                           | 90                          | 55                          | 16                          | 19                          | 195                         | 88                          |
|                             | Taça AF Porto               | 6                           | 28                          | 17                          | 5                           | 6                           | 68                          | 34                          |
|                             | Taça de Portugal            | 3                           | 4                           | 2                           | 0                           | 2                           | 6                           | 4                           |
| TOTAL                       | TOTAL                       | -                           | 490                         | 269                         | 103                         | 117                         | 911                         | 519                         |

Histórico de Treinadores
Atualizado a 11 de junho de 2025.
| Treinadores   | Jogos | Vitórias | Empates | Derrotas | Tempo no Clube  |
| ------------- | ----- | -------- | ------- | -------- | --------------- |
| José Oliveira | 106   | 77       | 21      | 8        | 2016-2021       |
| Bock          | 44    | 27       | 11      | 6        | 2022-2023       |
| Pedro Vilaça  | 37    | 20       | 4       | 13       | 2021-2022       |
| Pedro Barroso | 30    | 16       | 8       | 6        | 2023; 2024-2025 |
| Nuno Pedro    | 24    | 11       | 7       | 6        | 2023-2024       |
| João Paulo    | 5     | 3        | 2       | 0        | 2015-2016       |
| Nandinho      | 4     | 0        | 0       | 4        | 2019            |
| Joel Soares   | 1     | 1        | 0       | 0        | 2023            |
| Paulo Mendes  | 0     | 0        | 0       | 0        | 2025-...        |

Maiores Jogadores
| Jogador       | Jogos | Golos Marcados | Tempo no Clube |
| ------------- | ----- | -------------- | -------------- |
| Hugo Pereira  | 155   | 7              | 2015-...       |
| Vasquinnho    | 119   | 7              | 2009-2023      |
| Paulo Freitas | 103   | 0              | 2018-2022      |
| João Rafael   | 100   | 29             | 2021-2024      |
| Alisson Spier | 96    | 28             | 2020-2024      |
| Arthur Lima   | 93    | 2              | 2020-2023      |
| Manuel Pedro  | 92    | 8              | 2022-...       |
| Serrinha      | 90    | 31             | 2015-2020      |
| Bruno Matos   | 88    | 2              | 2018-2022      |
| Matheus       | 85    | 3              | 2021-2024      |

Maiores Marcadores
| Jogador       | Golos Marcados | Jogos | Média de Golos | Tempo no Clube |
| ------------- | -------------- | ----- | -------------- | -------------- |
| Gildo         | 40             | 53    | 0.75           | 2020-2023      |
| Mirandinha    | 38             | 82    | 0.46           | 2017-2020      |
| Serrinha      | 31             | 90    | 0.34           | 2015-2019      |
| João Rafael   | 29             | 100   | 0.29           | 2021-2024      |
| Alisson Spier | 28             | 96    | 0.29           | 2020-2024      |
| Diogo Luís    | 18             | 30    | 0.60           | 2017-2018      |
| Edmilson      | 15             | 19    | 0.79           | 2019-2020      |
| Jota          | 15             | 39    | 0.38           | 2016-2018      |
| Maóme Injai   | 14             | 51    | 0.27           | 2018-2020      |
| Valdinho      | 12             | 54    | 0.22           | 2022-2024      |

## Recintos

### Estádio
O Marco 09 atualmente joga no Estádio Municipal do Marco de Canaveses, que pertence á autarquia local, tem capacidade para 6 000 adeptos, lá joga apenas a equipa masculina.
Antigamente era chamado de Estádio Avelino Ferreira Torres, em homenagem ao presidente do FC Marco e da câmara municipal de Marco de Canaveses, mas após ter saído do cargo, alterou-se o nome para o atual.

### Campo de treinos
O clube também conta com um relvado sintético, onde lá jogam as equipas de formação e a equipa feminina do clube, o campo conta com cerca de 400 lugares para os adeptos.

## Futebol feminino
A equipa feminina surgiu em 2020 e desde desse ano, estão a disputar a III Divisão Nacional e com resultados sólidos.